# Campeonato Mundial de Atletismo em Pista Coberta de 2018 - 400 m feminino
A prova dos 400 metros feminino do Campeonato Mundial de Atletismo em Pista Coberta de 2018 ocorreu entre os dias 2 e 3 de março na Arena Birmingham, em Birmingham, no Reino Unido.  

## Recordes
Antes desta competição, os recordes mundiais e do campeonato nesta prova eram os seguintes:
|                       | Nome                  | Nacionalidade   | Tempo  | Local  | Data                |
| --------------------- | --------------------- | --------------- | ------ | ------ | ------------------- |
| Recorde mundial       | Jarmila Kratochvílová | Tchecoslováquia | 49s 59 | Itália | 7 de março de 1982  |
| Recorde do campeonato | Olesya Forsheva       | Rússia          | 50s 04 | Rússia | 12 de março de 2006 |

## Medalhistas
| Ouro                 | Prata                 | Bronze             |
| Courtney Okolo (USA) | Shakima Wimbley (USA) | Eilidh Doyle (GBR) |

## Cronograma
Todos os horários são locais (UTC+0).
| Data       | Hora  | Evento    |
| ---------- | ----- | --------- |
| 2 de março | 12:10 | Bateria   |
| 2 de março | 20:32 | Semifinal |
| 3 de março | 20:05 | Final     |

## Resultados

### Bateria
Qualificação: 2 atletas de cada bateria  (Q) mais os 6 melhores qualificados (q).  
| Posição | Bateria | Raia | Atleta                    | Nacionalidade            | Tempo | Notas                |
| ------- | ------- | ---- | ------------------------- | ------------------------ | ----- | -------------------- |
| 1       | 1       | 5    | Courtney Okolo            | Estados Unidos           | 51.54 | Q                    |
| 2       | 5       | 4    | Stephenie Ann McPherson   | Jamaica                  | 52.18 | Q,                   |
| 3       | 1       | 6    | Maria Belibasaki          | Grécia                   | 52.27 | Q,                   |
| 4       | 5       | 5    | Eilidh Doyle              | Grã-Bretanha             | 52.31 | Q                    |
| 5       | 4       | 5    | Shakima Wimbley           | Estados Unidos           | 52.43 | Q                    |
| 6       | 2       | 6    | Léa Sprunger              | Suíça                    | 52.46 | Q                    |
| 7       | 2       | 5    | Madiea Ghafoor            | Países Baixos            | 52.54 | Q                    |
| 8       | 3       | 6    | Zoey Clark                | Grã-Bretanha             | 52.75 | Q                    |
| 9       | 5       | 6    | Phil Healy                | Irlanda                  | 52.75 | q                    |
| 10      | 2       | 3    | Nadine Gonska             | Alemanha                 | 52.77 | q,                   |
| 11      | 5       | 3    | Alexandra Bezeková        | Eslováquia               | 52.78 | q                    |
| 12      | 4       | 3    | Agnė Šerkšnienė           | Lituânia                 | 52.81 | Q,                   |
| 13      | 1       | 2    | Anna Yaroshchuk-Ryzhykova | Ucrânia                  | 52.96 | q,                   |
| 14      | 4       | 2    | Raphaela Boaheng Lukudo   | Itália                   | 52.98 | q,                   |
| 15      | 3       | 5    | Justyna Święty-Ersetic    | Polónia                  | 53.05 | Q                    |
| 16      | 1       | 4    | Lada Vondrová             | Chéquia                  | 53.05 | q                    |
| 17      | 4       | 4    | Patrycja Wyciszkiewicz    | Polónia                  | 53.22 |                      |
| 18      | 3       | 1    | Ayomide Folorunso         | Itália                   | 53.24 |                      |
| 19      | 3       | 3    | Kelsey Balkwill           | Canadá                   | 53.29 |                      |
| 20      | 2       | 4    | Travia Jones              | Canadá                   | 53.31 |                      |
| 21      | 6       | 5    | Tovea Jenkins             | Jamaica                  | 53.39 | Q                    |
| 22      | 3       | 4    | Svetlana Golendova        | Cazaquistão              | 53.44 |                      |
| 23      | 4       | 6    | Anita Horvat              | Eslovênia                | 53.52 |                      |
| 24      | 5       | 2    | Tamara Salaški            | Sérvia                   | 53.61 |                      |
| 25      | 2       | 1    | Laura Bueno               | Espanha                  | 53.66 |                      |
| 26      | 1       | 3    | Elina Mikhina             | Cazaquistão              | 53.90 |                      |
| 27      | 5       | 1    | Grace Claxton             | Porto Rico               | 53.92 |                      |
| 28      | 6       | 4    | Iveta Putalová            | Eslováquia               | 53.97 | Q                    |
| 29      | 6       | 1    | Cátia Azevedo             | Portugal                 | 54.17 |                      |
| 30      | 3       | 2    | Kineke Alexander          | São Vicente e Granadinas | 55.46 |                      |
| 31      | 6       | 2    | Djénébou Danté            | Mali                     | 57.85 | Recorde da temporada |
| 32      | 6       | 3    | Maja Ćirić                | Sérvia                   | DSQ   | 163.3(a)             |
| 32      | 2       | 2    | Miriama Senokonoko        | Fiji                     | DSQ   | 163.3(a)             |
| 32      | 6       | 6    | Patience Okon George      | Nigéria                  | DNS   |                      |

### Semifinal
Qualificação: classificaram-se  os 2 melhores de cada bateria (Q). 
| Posição | Bateria | Raia | Atleta                    | Nacionalidade  | Tempo | Notas            |
| ------- | ------- | ---- | ------------------------- | -------------- | ----- | ---------------- |
| 1       | 1       | 5    | Shakima Wimbley           | Estados Unidos | 51.34 | Q                |
| 2       | 3       | 5    | Courtney Okolo            | Estados Unidos | 51.79 | Q                |
| 3       | 1       | 4    | Eilidh Doyle              | Grã-Bretanha   | 52.15 | Q                |
| 4       | 3       | 6    | Tovea Jenkins             | Jamaica        | 52.42 | Q                |
| 5       | 1       | 3    | Agnė Šerkšnienė           | Lituânia       | 52.62 | Recorde nacional |
| 6       | 2       | 3    | Justyna Święty-Ersetic    | Polónia        | 52.63 | Q                |
| 7       | 2       | 6    | Zoey Clark                | Grã-Bretanha   | 52.63 | Q                |
| 8       | 1       | 2    | Anna Yaroshchuk-Ryzhykova | Ucrânia        | 52.74 | Recorde pessoal  |
| 9       | 1       | 1    | Alexandra Bezeková        | Eslováquia     | 53.05 |                  |
| 10      | 2       | 4    | Madiea Ghafoor            | Países Baixos  | 53.14 |                  |
| 11      | 2       | 2    | Raphaela Boaheng Lukudo   | Itália         | 53.18 |                  |
| 12      | 3       | 1    | Phil Healy                | Irlanda        | 53.26 |                  |
| 13      | 3       | 2    | Lada Vondrová             | Chéquia        | 53.32 |                  |
| 14      | 2       | 1    | Nadine Gonska             | Alemanha       | 53.45 |                  |
| 15      | 3       | 3    | Iveta Putalová            | Eslováquia     | 53.46 |                  |
| 16      | 1       | 6    | Léa Sprunger              | Suíça          | DSQ   | 163.3(a)         |
| 16      | 3       | 4    | Maria Belibasaki          | Grécia         | DSQ   | 163.3(a)         |
| 16      | 2       | 5    | Stephenie Ann McPherson   | Jamaica        | DSQ   | 163.3(a)         |

### Final
A final ocorreu dia 3 de março às 20:05 
| Posição           | Raia | Atleta                 | Nacionalidade  | Tempo | Notas                |
| ----------------- | ---- | ---------------------- | -------------- | ----- | -------------------- |
| Medalha de ouro   | 6    | Courtney Okolo         | Estados Unidos | 50.55 | Recorde pessoal      |
| Medalha de prata  | 5    | Shakima Wimbley        | Estados Unidos | 51.47 |                      |
| Medalha de bronze | 4    | Eilidh Doyle           | Grã-Bretanha   | 51.60 | Recorde da temporada |
| 4                 | 3    | Justyna Święty-Ersetic | Polónia        | 51.85 |                      |
| 5                 | 1    | Tovea Jenkins          | Jamaica        | 52.12 | Recorde pessoal      |
| 6                 | 2    | Zoey Clark             | Grã-Bretanha   | 52.16 |                      |

Legenda
| Recorde mundial       | Recorde mundial (World record)               |                       | Recorde africano                      | Recorde africano (African) |                                           | Q | Classificado por posição (Qualified) |
| Recorde do campeonato | Recorde do campeonato (Championship record)  | Recorde da América    | Recorde da América (Americas)         | q                          | Classificado por melhor tempo (Qualified) |   |                                      |
| Melhor marca do ano   | Melhor marca do ano (World leading)          | Recorde asiático      | Recorde asiático (Asian)              | DNS                        | Não largou (Did not start)                |   |                                      |
| Recorde nacional      | Recorde nacional (National record)           | Recorde europeu       | Recorde europeu (European)            | DNF                        | Não terminou (Did not finish)             |   |                                      |
| Recorde pessoal       | Recorde pessoal do atleta (Personal best)    | Recorde da Oceania    | Recorde da Oceania (Oceania)          | DSQ / DQ                   | Desclassificado (Disqualified)            |   |                                      |
| Recorde da temporada  | Recorde da temporada do atleta (Season best) | Recorde sul-americano | Recorde sul-americano (South America) | NM                         | Sem marca (No mark)                       |   |                                      |